# Дровосецкий сельский округ
Дровосецкий сельский округ — упразднённая административно-территориальная единица, существовавшая на территории Орехово-Зуевского района Московской области в 1994—2004 годах.
Дровосецкий сельсовет был образован в первые годы советской власти. По данным 1921 года он входил в состав Кудыкинской волости Орехово-Зуевского уезда Московской губернии.
В 1924—1925 годах к Дровосецкому с/с был присоединён Будьковский с/с, но уже 4 ноября 1925 года он был выделен обратно.
В 1926 году Дровосецкий с/с включал 1 населённый пункт — деревню Дровосеки.
В 1929 году Дровосецкий сельсовет вошёл в состав Орехово-Зуевского района Орехово-Зуевского округа Московской области. При этом к нему был присоединён Будьковский с/с.
14 июня 1954 года к Дровосецкому с/с был присоединён Войновогородский сельсовет.
20 августа 1960 года из Горского с/с в Дровосецкий был передан посёлок 2-го отделения совхоза «Орехово-Зуевский».
1 февраля 1963 года Орехово-Зуевский район был упразднён и Дровосецкий с/с вошёл в Орехово-Зуевский сельский район. 11 января 1965 года Дровосецкий с/с был возвращён в восстановленный Орехово-Зуевский район.
3 февраля 1994 года Дровосецкий с/с был преобразован в Дровосецкий сельский округ.
7 октября 2002 года в Дровосецком с/о посёлок Городищинского лесничества был переименован в посёлок Барская Гора, посёлок СМП-164 — в посёлок Приозерье, а посёлок совхоза «Орехово-Зуевский» — в Малиновские Луга.
8 апреля 2004 года Дровосецкий с/о был упразднён, а его территория передана в Верейский с/о.